# Santa Marta de Tormes
Santa Marta de Tormes település Spanyolországban, Salamanca tartományban. Santa Marta de Tormes Salamanca, Cabrerizos, Pelabravo és Carbajosa de la Sagrada községekkel határos. Lakosainak száma 14 726 fő (2024).

## Népesség
A település népessége az elmúlt években az alábbi módon változott:
| Lakosok száma | 11 195 | 12 749 | 14 010 | 14 630 | 14 920 | 15 011 | 14 806 | 14 805 | 14 661 | 14 726 |
|               | 2001   | 2004   | 2007   | 2009   | 2012   | 2014   | 2017   | 2019   | 2022   | 2024   |